# Kodeks 0265
Kodeks 0265 (Gregory-Aland no. 0265) – grecki kodeks uncjalny Nowego Testamentu na pergaminie, datowany metodą paleograficzną na VI wiek. Rękopis jest przechowywany w Berlinie. Tekst rękopisu jest wykorzystywany w niektórych współczesnych wydaniach greckiego Nowego Testamentu. 

## Opis
Zachował się fragment 1 pergaminowej karty rękopisu, z greckim tekstem Ewangelii Łukasza (7,20-21.34-35). Karta miała prawdopodobnie rozmiar 27 na 22 cm. Tekst jest pisany dwoma kolumnami na stronę, 25 linijek tekstu na stronę. 

## Tekst
Tekst rękopisu reprezentuje bizantyńską tradycję tekstualną. Kurt Aland zaklasyfikował tekst rękopisu do kategorii V, jakkolwiek z pewnym wahaniem. 

## Historia
INTF datuje rękopis 0265 na VI wiek . 
Tekst rękopisu opublikował Kurt Treu w 1966 roku. 
Na listę greckich rękopisów Nowego Testamentu wciągnął go Kurt Aland, oznaczając go przy pomocy siglum 0265. Został uwzględniony w II wydaniu Kurzgefasste. Rękopis został wykorzystany w 26 wydaniu greckiego Nowego Testamentu Nestle-Alanda (NA26). Nie jest cytowany w NA27, NA28 i UBS4. 
Rękopis jest przechowywany w Staatliche Museen zu Berlin (P. 16994) w Berlinie . 